# 10266 Vladishukhov
10266 Vladishukhov là một tiểu hành tinh vành đai chính với chu kỳ quỹ đạo là 1704.2907793 ngày (4.67 năm).
Nó được phát hiện ngày 16 tháng 9 năm 1978.